# Kissy Suzuki
Kissy Suzuki é uma personagem criada por Ian Fleming em seu livro You Only Live Twice, de 1964, e do filme de 1967 da série de aventuras sobre o espião britânico James Bond. Levada ao cinema em 1967, a personagem foi interpretada pela atriz japonesa Mie Hama.

## No livro
Suzuki é uma mergulhadora Ama, que coleta pérolas no mar e uma parente distante de Tiger Tanaka, o chefe do Serviço Secreto Japonês, que a convoca como agente para a missão de ajudar James Bond no país. Ela participa de um casamento de fachada com 007, de maneira a lhe proporcionar oa melhor cobertuta possível e é a única bond-girl em toda a literatura de Fleming sobre 007 que tem um filho do espião. Também é a única a morrer de morte natural durante uma aventura.

## Características
Além de mergulhadora, Kissy é uma das melhores e mais preparadas agentes ninja de Tanaka, e torna-se importante aliada de Bond na escalada do vulcão que encobre a base de Blofeld e da SPECTRE. Seu casamento de fachada com o espião é tido como prazer por 007, mas para ela é apenas uma missão e ela assim o demonstra. Com a evolução do filme, entretanto, ela se apaixona por Bond. Seu nome nunca é mencionado no filme e é conhecido pelo livro.

## No filme
Suzuki aparece no meio do filme, escalada por Tiger Tanaka para ser esposa de James Bond num casamento de fachada. Assim encobertos, o casal explora as ilhas do Mar do Japão como pescadores de pérolas e descobrem a base secreta de onde o supervilão Ernst Stavro Blofeld lança seus foguetes que sequestram no espaço a naves dos Estados Unidos e da URSS, para provocar a III Guerra Mundial.
Depois de descobrirem a base dentro de um vulcão extinto numa ilha japonesa, ela é enviada por Bond para pedir ajuda e retorna com a tropa de ninjas de Tanaka para destruí-la. No fim do filme, com a explosão da base, fica com Bond aos beijos à deriva num barco salva-vidas no meio do mar até serem suspensos por um submarino britânico, com M e Moneypenny a bordo, que os resgata.

## Hama
Mie Hama, que interpreta Kissy Suzuki, tinha inicialmente sido escalada para o papel de Aki, a primeira agente japonesa a ajudar Bond e que tem uma participação maior no filme até sua morte no meio dele. Com sua dificuldade para aprender o inglês, Hama trocou de papel com Akiko Wakabayashi, que faria o papel de Kissy. Quando Hama ficou doente durante as filmagens, ela foi substituída nas cenas de mergulho submarino por Diane Cilento, a esposa real de Sean Connery.